# Cotton Eye Joe Show
Cotton Eye Joe Show är ett svenskt coverband grundat av Annika Ljungberg sedan hon under flera år turnerat under namnet Rednex. Coverbandet spelar musik som gjorts av den svenska musikgruppen Rednex.

## Kontrovers
Skapandet av Cotton Eye Joe Show har sin bakgrund i en kontrovers kring rättigheterna till namnet Rednex.

## Karriär
Har varit med i de svenska och norska TV-programmen Allsång på Skansen och Allsång på gränsen.